# بيجمان أكبرزاده
بیجمان أكبرزاده (بالفارسية: پژمان اکبرزاده) (مواليد 1980 شيراز) صانع أفلام وثائقية وصحفي وعازف بيانو إيراني-هولندي. قام وهو بعمر الخامسة عشر بأبحاث عن الموسيقيين الإيرانيين في القرن الواحد والعشرين، كما قام بعدها بثلاث سنوات بتأليف أکثر من ثمانیة عشر کتاب مرجعي في أربع مجلدات حول الموسيقيین الإيرانيين في القرن العشرين حيث یعتبر مصدراً للمنشورات الأكاديمية بما فيها موسوعة إيرانيكا. قام أکبرزاده بأداء عزف البيانو الفارسي في قصر الحفلات كونسيرت خيباو بأمستردام والعديد من الدول الأوروبية.

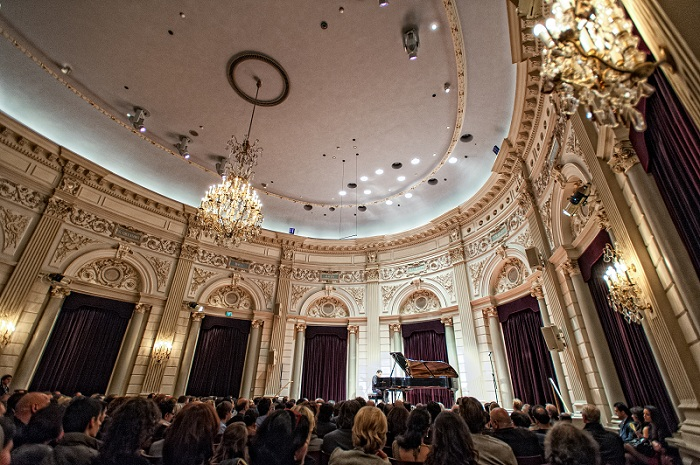
بیجمان أكبرزاده، كونسیرت خیباو في أمستردام، 2012

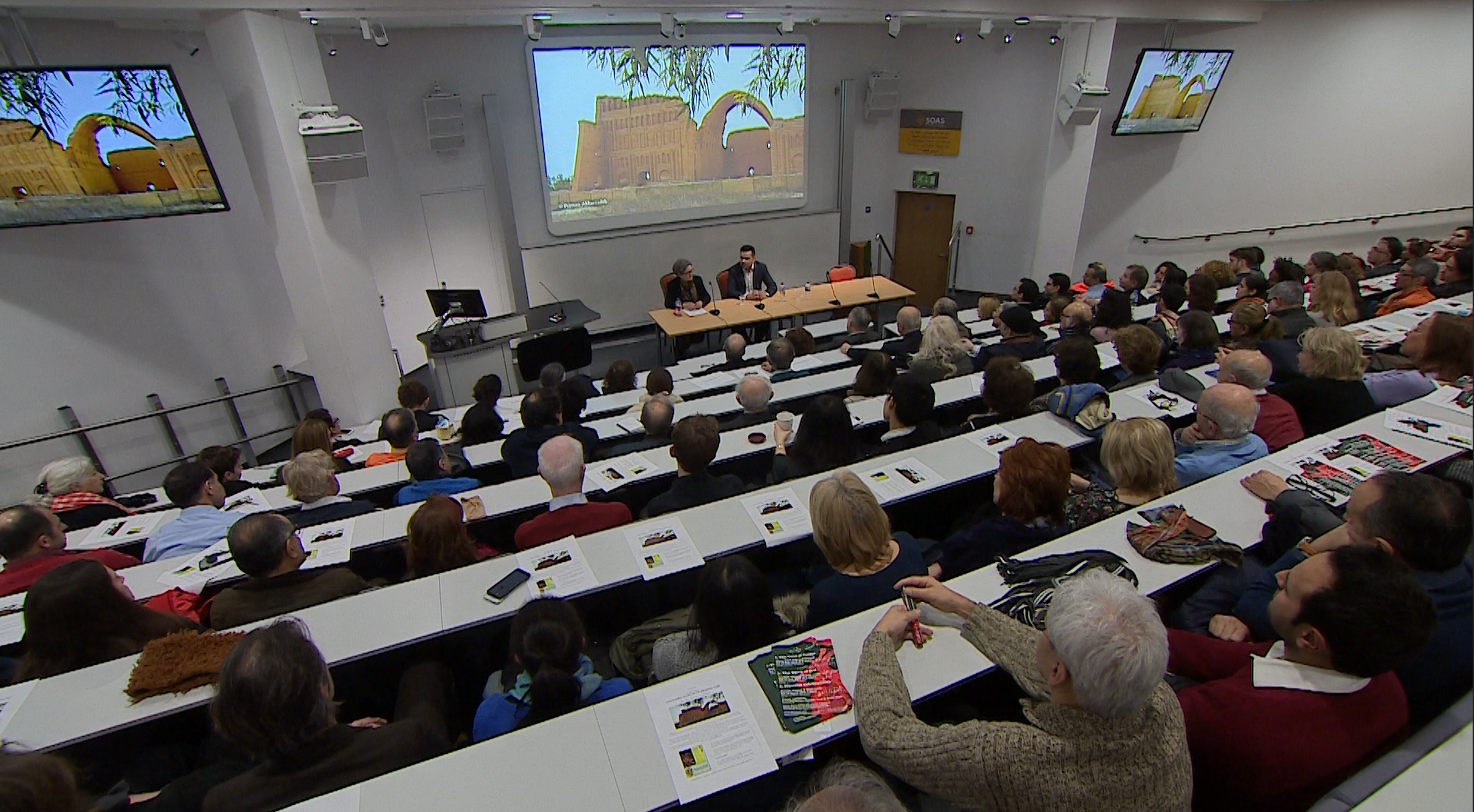
عرض لفيلم "طاق كسرى: من عجائب الهندسة المعمارية" في مركز الدراسات الشرقية والأفريقية، التابع إلى جامعة لندن (2018)

بدأ بيجمان العمل الصحفي في طهران ولکن بعد ازدياد اضطهاد الدولة للصحافة انتقل إلى هولندا في عام 2006 وعمل مع اذاعة «رادیو زمانه» الناطقة باللغة الفارسیة کمنتج ومؤلف برنامج لمدة ثماني سنوات كما ساهم في اعداد برنامج وافلام وثائقية لعديد من وسائل الإعلام الأخرى بما في ذلك هیئة الإذاعة البریطانية‌ (بي بي سي) وصوت أمريكا (في أو أي).
قد اعدّ بجمان أول فیلمه الوثائقي الطويل «هايده: أسطورة الغنا‌ء الفارسي» الذي تم عرضه في مهرجانات في كل من أوروبا والولايات المتحدة وتم ترشيحه لأفضل فيلم وثائقي في مهرجان نور الإيراني السينمائي في لوس أنجلوس کالیفورنيا.
طاق كسرى: من عجائب الهندسة المعمارية (2018) هو الفيلم الوثائقي الثاني لبیجمان أكبرزاده الذي بدأ تصویره اثناء وجود التنظيم الدولة الاسلامیة (داعش) علی مسافة قریبة من إيوان المدائن. سافر بيجمان إلى العراق مرتين لاکمال الفیلم وعرضه لأول مرة في كلية الدراسات الشرقية والأفريقية بجامعة لندن (سواس) في فبراير 2018. وتم عرض الفيلم في وقت لاحق في مؤتمرات دولية ومتاحف وجامعات بما في ذلك المعرض التابع لمعهد سميثسونيان في واشنطن العاصمة، متحف بنسلفانيا للآثار والأنثروبولوجيا، جامعة ييل، المؤتمر الثامن لرابطة دراسات الجالية الفارسية في تبليسي والمؤتمر الثاني عشر لرابطة الدراسات الإيرانية في جامعة كاليفورنيا في ايرفين.
بیجمان أكبرزاده يعيش في أمستردام.

## وصلات خارجية
- الموقع الرسمي
- مقابلة بي بي سي مع بیجمان أكبرزاده
- فيلم وثائقي «هايده: أسطورة الغنا‌ء الفارسي»